# Narcissus romieuxii
Narcissus romieuxii là một loài thực vật có hoa trong họ Amaryllidaceae. Loài này được Braun-Blanq. & Maire mô tả khoa học đầu tiên năm 1922.

## Hình ảnh

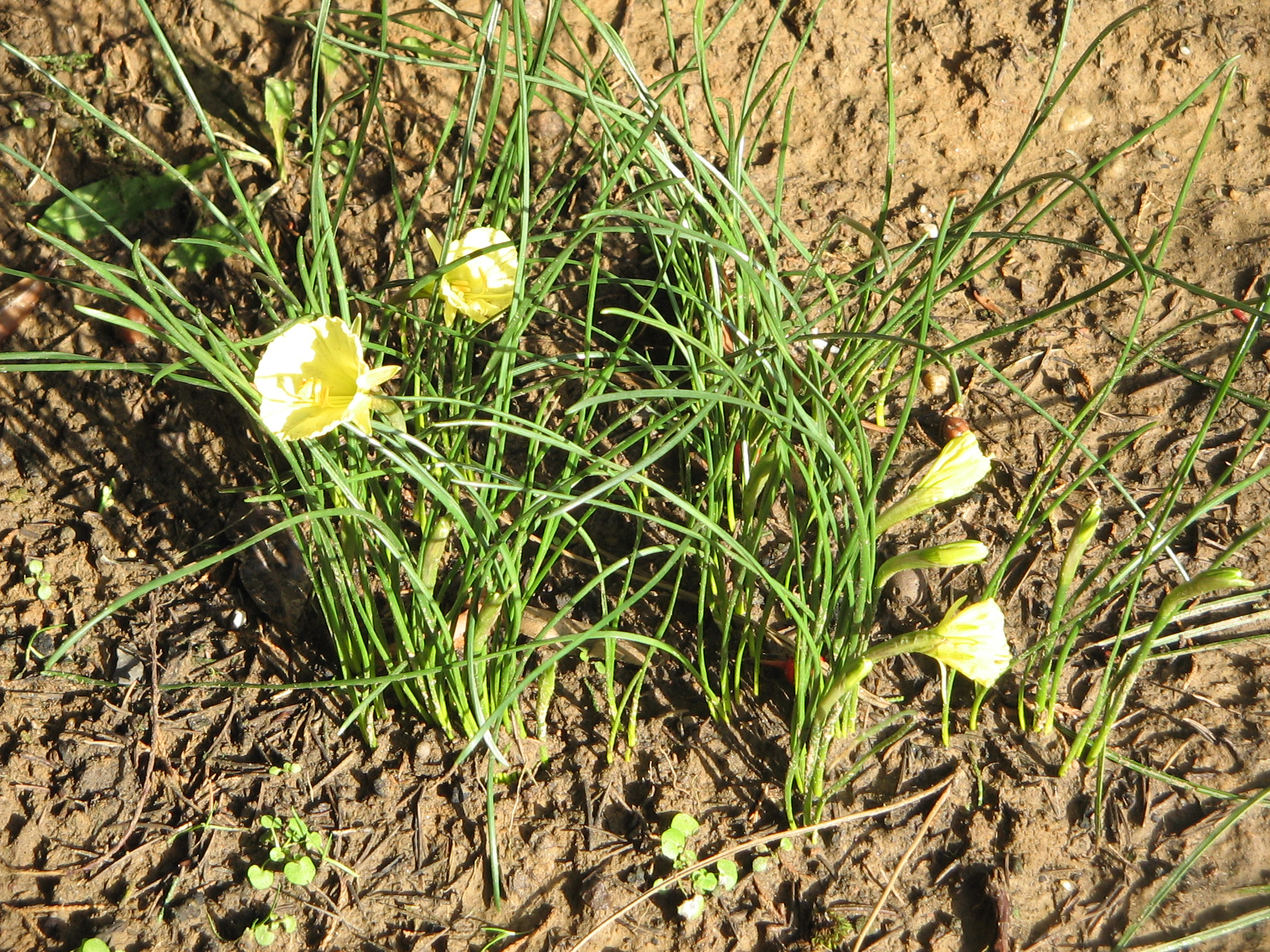
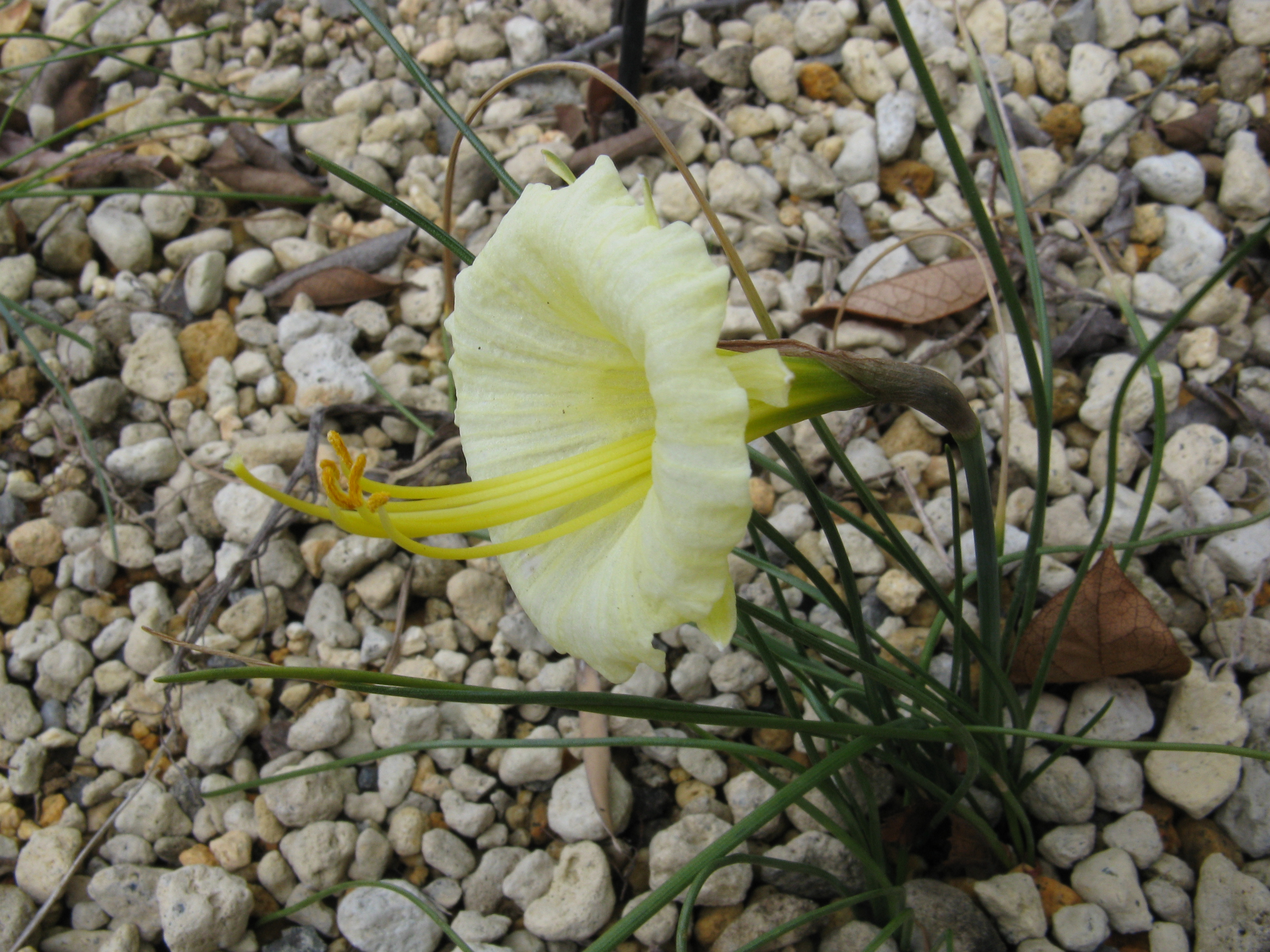
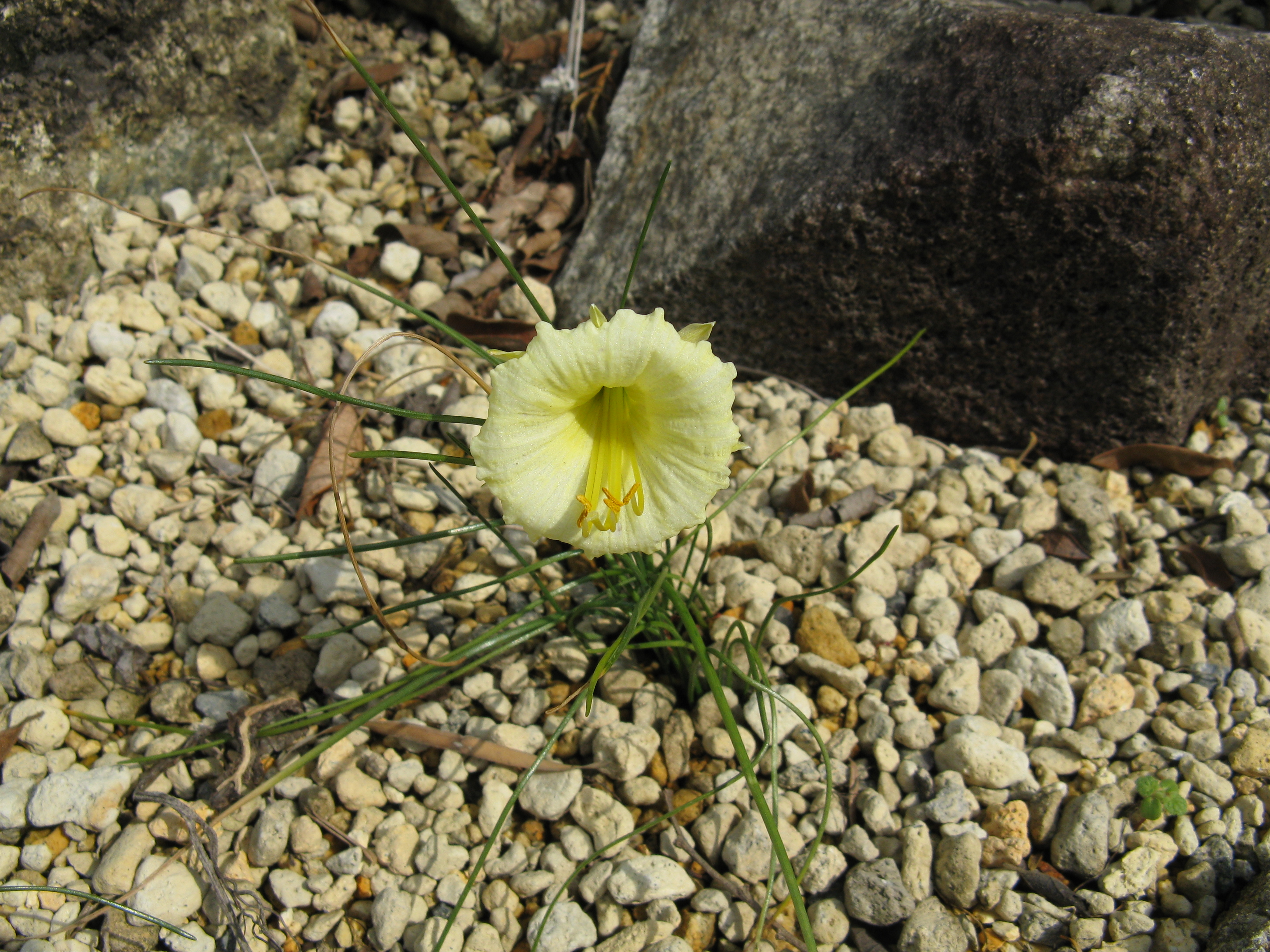
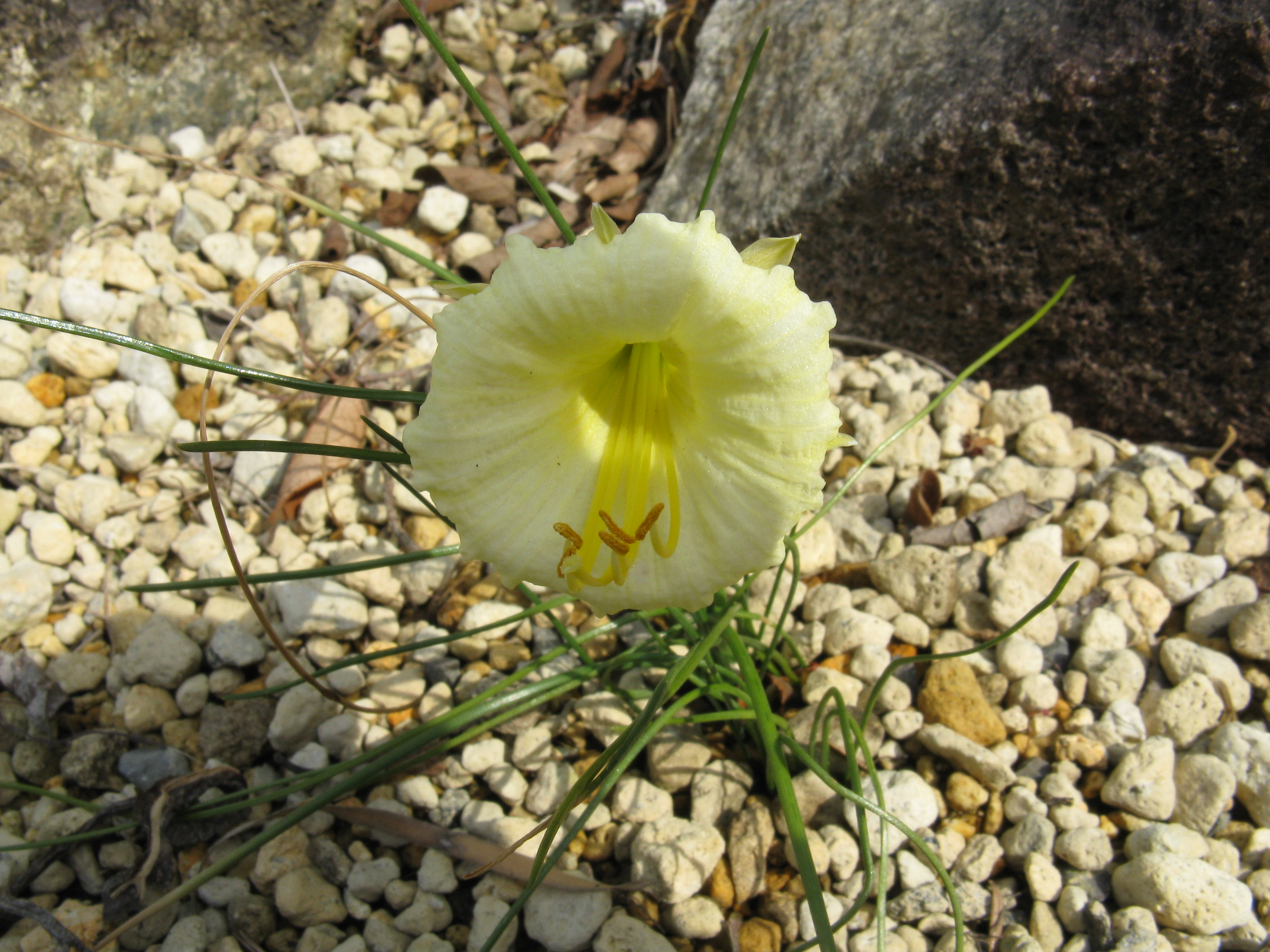